# إجهاض الخيل
الإجهاض في الأفراس، هو عبارة عن إنهاء الحمل عند الفرس، حيث ينتج بخروج الجنين بمراحله الأولية أو بمراحله الأخيرة، ويمكن أن يحدث في بداية أو أواخر الحمل وتتراوح نسبة حدوثه بين 5 إلى 15 %.
مدة حمل الخيل هي حوالي 11 شهرا أو 340 يوما، ولكن قد يتراوح بين 320 إلى 370 يوما، وتحمل الفرس عادة مهراً واحدا؛ وتنجب الفرس عادة في الربيع، ويندر أن تنجب توأما.

## أسبابه
هناك عدة أسباب لحصول الإجهاض في الأفراس.

### الأسباب المعدية
تعد الأمراض الفيروسية من الأسباب المهمة لحدوث الإجهاض في فترة الأربعة أشهر الأخيرة من الحمل ومن هذه الأمراض الإصابة بفيروس التهاب الأنف والرئة الحمي والإصابة بفيروس التهاب الشرايين الخيلي الحمى، وفقر الدم المعدي الخيلي، إن الإجهاض الناتج من الأمراض الفيروسية لا يؤثر على خصوبة الفرس إذ يمكن أن تحمل تسفد بعد أعطائها راحة جنسية لمدة شهر أو شهرين.
كما أن الأمراض بكتيرياالبكتيرية تعد من أسباب الإجهاض في الأفراس. حيث تدخل المسببات البكتيرية إلى الرحم خلال موسم تزاوج وكذلك قد تكون موجودة من جراء إصابة الفرس بالتهاب بطانة الرحم وتتكاثر خلال فترة الحمل مؤدية إلى تغيرات التهابية في بطانة الرحم والمشيمة، وعند تأثر مساحة كبيرة من المشيمة سوف يكون هناك نقص في الدعم الغذائي يؤدي إلى موت الجنين ثم الإجهاض.
والإجهاض الناتج عن الأمراض البكتيرية مهم لأنه يؤدي إلى نقص الخصوبة والعقم في الأفراس.
أما المسببات الفطرية فتسبب الإجهاض في المراحل الأخيرة من الحمل، ومن الملاحظ أنها لا تؤثر على خصوبة الفرس ولا تحدث أي أصابات رحمية.

### الأسباب غير المعدية
تعد التوائم من الأسباب غير المعدية (الخمجية) الشائعة لحصول الإجهاض في الخيول والذي يحدث عادة بين الشهر الثامن والعاشر من الحمل وقد يكون السبب في حصول الإجهاض هو عدم كفاية التبادل الغذائي بين الجنين والفرس لقلة المساحة السطحية المشيمية المتاحة لحالات التوائم. كما أن التغيرات التي تحدث في بطانة الرحم كالتليفات حول الغددالرحميةالتي تظهر في الأفراس المسنة ذوات الولادات المتعددة سوف تؤدي إلى تقليل قدرة الرحم على دعم الجنين إلى نهاية فترة الحمل وبالتالي سوف يحدث الإجهاض.
كما أن الظروف المناخية القاسية التي تشمل الانخفاض الشديد والارتفاع الشديد في درجات الحرارة تعد من عوامل الأجهاد التي تؤثر على قابلية جسم الفرس مؤدية إلى اضطراب في مجرى الفعاليات التناسلية وبالتالي حدوث الإجهاض، ومن عوامل الإجهاد الأخرى قلة التغذية والعطش وتناول النباتات السامة.

## هامش
للتصريح بالنقل والاقتباس انظر صفحة النقاش.
الأجهاض في الأفراس